# Outland
Outland (prt: Outland - Atmosfera Zero; bra: Outland: Comando Titânio) é um filme britânico de 1981, dos gêneros ação, aventura, suspense e ficção científica, escrito e dirigido por Peter Hyams.
Situado em Io, a lua de Júpiter, foi descrito como um space western e tem semelhanças temáticas com o filme High Noon de 1952.

## Prêmios e indicações
| Prêmio     | Categoria  | Recipiente                                                                  | Resultado |
| ---------- | ---------- | --------------------------------------------------------------------------- | --------- |
| Oscar 1982 | Melhor som | John K. Wilkinson, Robert W. Glass, Jr., Robert M. Thirlwell, Robin Gregory | Indicado  |

## Sinopse
Detetive do futuro investiga suicídios em série entre os mineradores de uma lua vulcânica de Júpiter.